# عقد لمفية رقبية عميقة
العقد اللمفية الرقبية العميقة (بالإنجليزية: Deep cervical lymph nodes) هي مجموعة من العقد اللمفية الرقبية والموجودة بالقرب من الوريد الوداجي الباطن.
يُمكن تقسيمها إلى مجموعاتٍ علوية وسفلية، وأيضًا يمكن تقسيمها إلى عقد لمفية رقبية أمامية عميقة وعقد لمفية رقبية وحشية عميقة. كما يمكن تقسيمها إلى مجموعاتٍ ثلاثة: «وداجية عميقة علوية»، و«وداجية عميقة نصفية»، و«وداجية عميقة سفلية».